# Jardin botanique de Karlsruhe

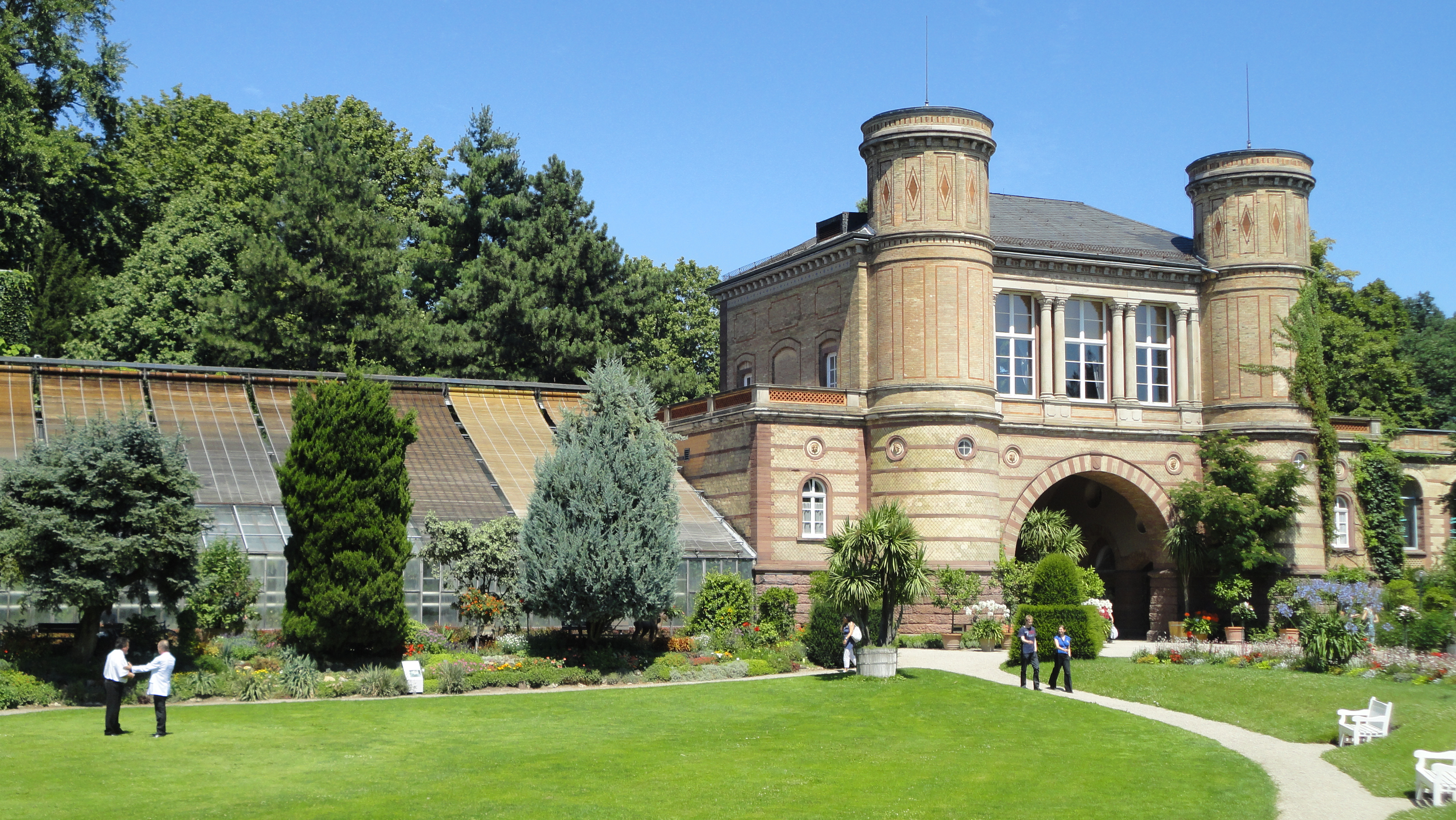
Entrée du jardin.

Le jardin botanique de Karlsruhe (allemand : Botanischer Garten Karlsruhe) est un jardin botanique ouvert au public dans la ville de Karlsruhe en Allemagne. Il se trouve à l'ouest du château de Karlsruhe et il est bordé par l'orangerie, les serres, le jardin d'hiver et la Kunsthalle et il est à proximité du Tribunal constitutionnel fédéral de Karlsruhe. C'est un havre de paix au sein de la ville.

## Histoire

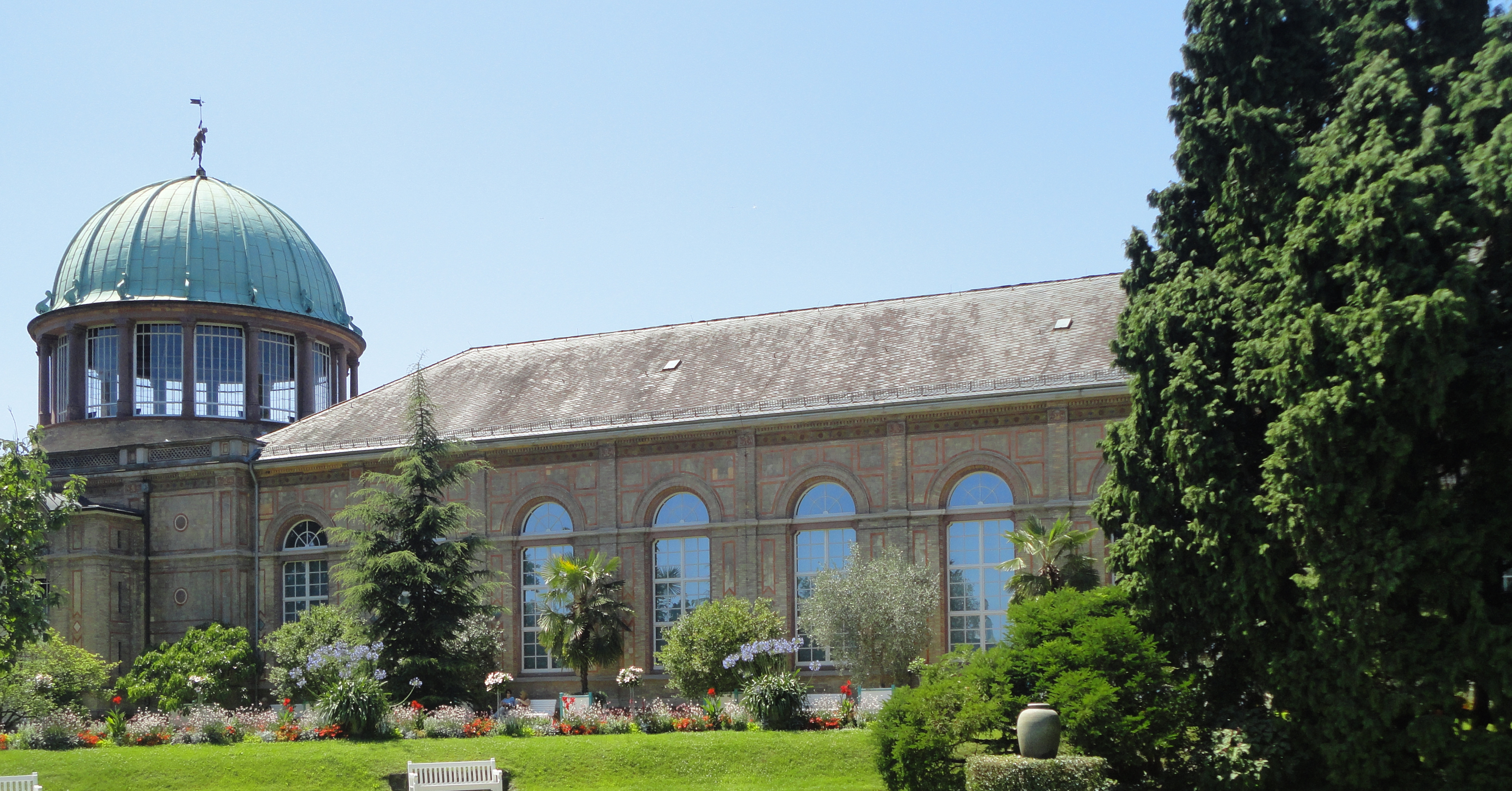
L'orangerie et la Kunsthalle.

C'est le margrave Charles-Guillaume de Bade-Durlach (1679-1738) qui décide de l'aménagement d'un jardin botanique. Il fait construire entre deux ailes de son château un « jardin de plaisir princier » avec des orangeries, jardins, serres, parterres, volières et grottes. En 1800, le margrave Charles-Frédéric de Bade décide de refaire le parc à l'anglaise et ainsi à l'ouest du château, à l'endroit actuel, de planter un nouveau jardin botanique. Celui-ci est réalisé selon les plans de Friedrich Weinbrenner et en 1808 il est inauguré avec divers bâtiments. Ces bâtiments sont construits d'abord en bois. Dans les années 1850, le grand-duc Frédéric Ier de Bade (1826-1907) fait reconstruire par Heinrich Hübsch (de) les bâtiments de jardinage dont une nouvelle orangerie. On peut remarquer des plantes rares dans les serres installées depuis le XIXe siècle.